# Scytodes globula
Scytodes globula és una espècie d'aranyes araneomorfes de la família dels escitòdids (Scytodidae). Fou descrita per primera vegada l'any 1849 per H. Nicolet.
Viu a Bolívia, Brasil, Argentina, Uruguai, Xile. És un depredador natural de Loxosceles laeta. A Xile se la pot trobar en habitatges rurals abandonats o a prop de masses d'aigua, però també en la regió metropolitana. Moltes vegades es confon amb Loxosceles laeta i la maten per desconeixement.

## Descripció i comportament
És un artròpode la grandària del qual varia des dels 3 cm amb les potes esteses i els 7 cm en el seu estat adult. El seu cos és petit però presenta unes potes extremadament llargues i amb franges grogues i negres. De moviments molt lents i escassa velocitat de desplaçament, caça preferentment de nit. És inofensiva per a l'home, i a més beneficiosa al caçar Loxoceles laeta.
Scytodes globula s'apropa sigil·losament a la seva víctima i projecta cap a ella, contraient el seu abdomen, una xarxa summament pegallosa i resistent que captura a la seva víctima encara que present majors proporcions que ella, després li inocula el seu verí. És molt tímida i difícil de situar en el dia, més aviat apareix en la nit. Sol ocultar-se en amagatalls a prop de finestres, llibrers, barrets.
A més de Loxosceles laeta depreda mosquits, mosques, abelles i fins i tot tabànids. Hi ha moments en el desplaçament de S. globula en què aquesta adopta una actitud típica de descans en què projecta les seves potes cap endavant com si anés a saltar. Pràcticament no genera teranyines.

## Sinonímies
Segons el World Spider Catalog de 7 de gener de 2019 té les següents sinonímies:
- Scytodes maculata Holmberg, 1876
- Scytodes annulata Keyserling, 1891
- Scytodes scholaris Piza, 1944
- Scytodes aguapeyanus Mello-Leitão, 1945